# Warren Davidson
Warren Earl Davidson (Troy, 1º marzo 1970) è un politico statunitense, membro della Camera dei Rappresentanti per lo stato dell'Ohio.

## Biografia
Nato e cresciuto in Ohio, Davidson frequentò la United States Military Academy e in seguito conseguì un master in business administration presso l'Università di Notre Dame.
Dopo aver aderito al Partito Repubblicano, operò in politica a livello locale fin quando nell'ottobre del 2015 il deputato nonché Presidente della Camera John Boehner annunciò le proprie dimissioni: Davidson si candidò per le elezioni speciali indette per assegnare a un nuovo deputato il seggio di Boehner alla Camera dei Rappresentanti; Davidson riuscì a prevalere nelle affollate primarie e successivamente vinse anche l'elezione generale, approdando al Congresso.